# Шаповалово
Шапова́лово (рос. Шаповалово) — село у складі Акбулацького району Оренбурзької області, Росія.
Стара назва — Сазда.

## Населення
Населення — 613 осіб (2010; 726 у 2002).
Національний склад (станом на 2002 рік):
- казахи — 48 %
- росіяни — 27 %